# Стационе Вицини-Ликодија
Стационе Вицини-Ликодија је насеље у Италији у округу Катанија, региону Сицилија.
Према процени из 2011. у насељу је живело 16 становника. Насеље се налази на надморској висини од 580 м.